# Manoir du Mesnil
Pour les articles homonymes, voir Manoir du Mesnil-Besnard et Manoir du Mesnil-Germain.
Le manoir du Mesnil est une demeure du XVIe siècle qui se dresse sur le territoire de la commune française de Roiville , dans le département de l'Orne, en région Normandie.
Le manoir est inscrit aux monuments historiques.

## Localisation
Le manoir du Mesnil est situé, à 1 km au nord-ouest de la petite commune de Roiville et à 900 m à l'est de celle de Fresnay-le-Samson, dans la vallée de la Vie, dans le département français de l'Orne.

## Historique
Le manoir a été construit au XVIe siècle par la famille Gouhier.

## Description
Le manoir se présente sous la forme d'un corps de logis flanqué de trois pavillons, deux aux angles, le troisième en arrière. Il arbore des façades en colombages, pièces de bois verticales et tuileaux.

## Protection aux monuments historiques
Le manoir est inscrit au titre des monuments historiques par arrêté du 18 décembre 1981.